# Teucinde van Arles

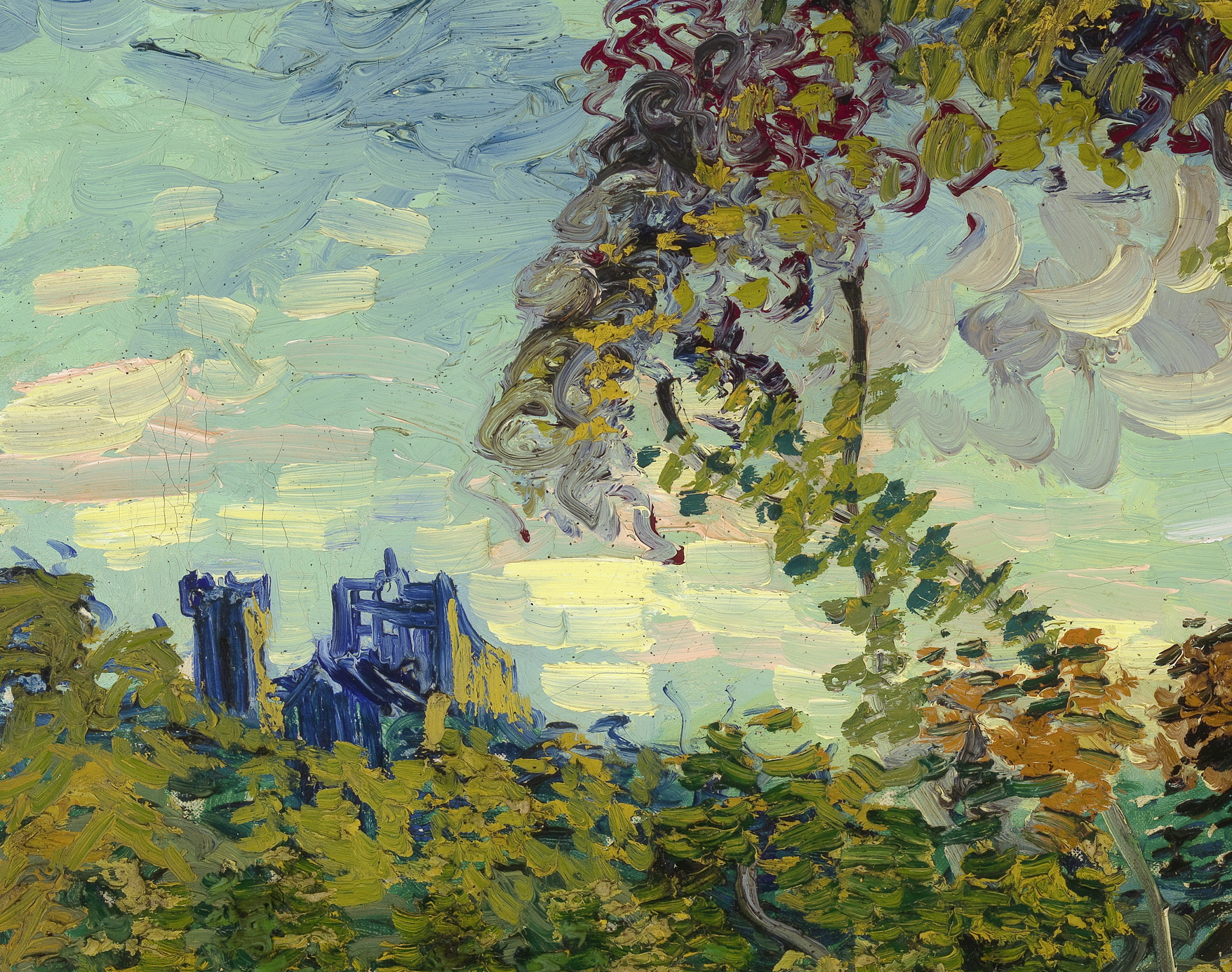
Abdij van Montmajour in Zuid-Frankrijk (door Vincent Van Gogh)

Teucinde van Arles (Arelat circa 928 – circa 977) was een edeldame in het koninkrijk Arelat, ook genoemd het koninkrijk der twee Bourgondiën, dat zelf deel was van het Heilige Roomse Rijk.

## Synoniemen
- Theusinde van Arles
- Teucinda van Arles

## Levensloop
In het jaar 947 installeerde zij zich in Arles. Teucinde maakte namelijk deel uit van het gevolg van koning Hugo, die na zijn avontuur in Italië in ballingschap ging in zijn stamland. In 949 kocht zij van de aartsbisschop van Arles, Manassès, en zijn kapittel, het eiland met de berg Montmajour. Aartsbisschop Manassès was familie van koning Hugo; deze had de aartsbisschop aangesteld voor het Italiaans avontuur en Manassès was sindsdien steeds een vertrouweling van Hugo gebleven. De proost van het kapittel van de kathedraal van Arles, was Gontard, een broer van Teucinde.
Teucinde schonk het domein Montmajour, gelegen ten noordoosten van Arles, aan de Benedictijnen om er een abdij te bouwen. Zij bevestigde bij testament haar belangrijke schenking in het jaar 977. De abdij had intussen van andere edellieden uit de Provence ook giften ontvangen.